# TAT-systemet
TAT-systemet var resultatet av den finländska TAT-utredningen. Ett av syftena med utredningen var att utveckla en rationell byggnadsteknik och TAT står för den finska förkortningen av ”Produktutveckling för kontors- och bostadsbyggnader”.
TAT-utredningen inriktades på att lägga grunden för utveckling och samordning av tekniska lösningar för kontors-och bostadshus.  I TAT-systemet delas byggnaden in i fem hierarkiska nivåer: byggnad, byggnadsdel, modul, komponent och basprodukt. För varje nivå beskrevs sedan de aktuella tekniska delsystemen.
Grundläggande för samordningen av de tekniska systemen är dels mått- och toleransregler för tillverkning och sammanfogning av olika byggnadsdelar, dels kompatibiliteten av systemlösningarna i byggnaden. Varje byggnadsdel ryms inom sitt modulområde.
Utredningen avslutades 1989 och avkastade sju rapporter. En åttonde rapport sammanställdes sedan av finländska VTT (Statens tekniska forskningscentral) med material från alla rapporterna och kompletterande undersökningar.
TAT-systemet användes vid TAT-undersökningens experimentella projekt Westendinportti i Esbo, väster om Helsingfors.